# Cadulus catharus
Cadulus catharus är en blötdjursart som beskrevs av Henderson 1920. Cadulus catharus ingår i släktet Cadulus och familjen Gadilidae. Inga underarter finns listade i Catalogue of Life.